# Faceci od przeprowadzek
Faceci od przeprowadzek (ang. One Day Removals) – brytyjska czarna komedia z 2008 roku wyreżyserowana przez Marka Stirtona. Wyprodukowana przez wytwórnię Canny Film Partnership i Stirton Productions.
Premiera filmu odbyła się 11 października 2008 w Wielkiej Brytanii. Zdjęcia do filmu kręcono w Aberdeen w Szkocji w Wielkiej Brytanii.

## Opis fabuły
Akcja filmu rozgrywa się w Aberdeen w Wielkiej Brytanii. Andy (Patrick Wight) i Ronnie (Scott Ironside) od lat zajmują się przeprowadzkami. Prowadza monotonne życie. Pewnego dnia dostają jednak zlecenie, które wszystko odmienia. Serię nieprawdopodobnych zdarzeń zapoczątkowuje znalezienie trupa w bagażniku.

## Obsada
Źródło: Filmweb
- Patrick Wight jako Andy
- Scott Ironside jako Ronnie
- Mike Mitchell jako inspektor policji
- Emily Robertson jako Claire
- Susan Robertson jako Linda
- George LaMond jako staruszek
- Kerwin Robertson jako rybak
- Steve Campbell jako policjant
- Ully Kritzler jako Stevie Gray

## Nagrody i nominacje
Źródło: Filmweb
| Rok  | Miejsce                         | Nagroda           | Kategoria         | Odbiorcy i nominowani | Wynik     |
| ---- | ------------------------------- | ----------------- | ----------------- | --------------------- | --------- |
| 2008 | British Independent Film Awards | Nagroda Specjalna | Nagroda Raindance |                       | Nominacja |